# Dušan Foltýn
Dušan Foltýn (* 26. prosince 1966 Yangon, Myanmar) je český historik, monasteriolog, specializující se na kulturu a umění středověku.

## Život
V roce 1991 absolvoval obory historie a filosofie na Filosofické fakultě Univerzity Karlovy v Praze. Jeho oficiální Curriculum Vitae sestává z dosud prošlých pracovišť.
Působil od 1991 na oddělení starší české a evropské filozofie Filozofického ústavu AV.
Od 1997 na oddělení středověku Archeologického ústavu AV ČR.
Od 2001 oddělení starší české a evropské filozofie Filosofického ústavu AV ČR
a od 2002 dodnes pracuje pro Filosofický ústav v Centru medievistických studií CMS AV ČR a UK v Praze a přednáší regionální historii na Pedagogické fakultě Univerzity Karlovy. Dále vyučuje předmět Řeholní řády a kongregace na Katolické teologické fakultě.